# Tauberschwarz
Tauberschwarz – czerwona odmiana winorośli, niegdyś typowa dla południowych Niemiec. Ocalona w latach 60. XX wieku od wyginięcia. Długa tradycja regionalna i rzemieślnicze metody uprawy pozwoliły na jej promocję przez ruch Slow Food.

## Pochodzenie
O odmianie zachowały się wzmianki jeszcze z 1726 roku, w dekrecie biskupa Würzburga. Współczesne określenie Tauberschwarz jest udokumentowane od 1757, w prasie norymberskiej. Pracownicy instytutu winiarskiego Weinsberg zebrali w latach 60. XX wieku sadzonki z prawdopodobnie jedynej zachowanej winnicy, nad rzeką Vorbach (dopływ Tauber). W 1994 odmiana zyskała urzędową akceptację i mogła być odtąd uprawiana komercyjnie.

## Charakterystyka
Tauberschwarz należy do odmian dojrzewających wcześnie. Skórki są cienkie. Szczep jest mało wrażliwy na mróz. Spośród chorób jest podatny na szarą pleśń.

## Wina
Wina są lekkie, o słabym kolorze. W sprzedaży są dostępne wina jednoodmianowe z tauberschwarz.

## Rozpowszechnienie
Uprawy skurczyły się na początku XX wieku. W 2008 odmiana była uprawiana w Niemczech na 14 ha: w Wirtembergii (9 ha), Badenii (3 ha) i Frankonii (2 ha). Przed II wojną światową tauberschwarz był uprawiany w Zielonej Górze. Tę tradycję próbują wskrzesić niektórzy okoliczni winiarze.

## Synonimy
A. Jung wywnioskował podczas badań, że tauberschwarz jest synonimem tribidraga (primitivo). Nie przeprowadzono badań DNA i hipoteza nie została ani potwierdzona, ani obalona. Wśród synonimów wymienia się blaue hartwegstraube, blauer hängling, corthum, elsässer, frankentraube, grobrot, grobschwarze, häusler, süssrot.